# Tajo-Segura-Kanal

Gebiet des Tajo-Segura-Kanals; von Norden nach Süden die Provinzen Guadalajara, Cuenca, Albacete und Murcia

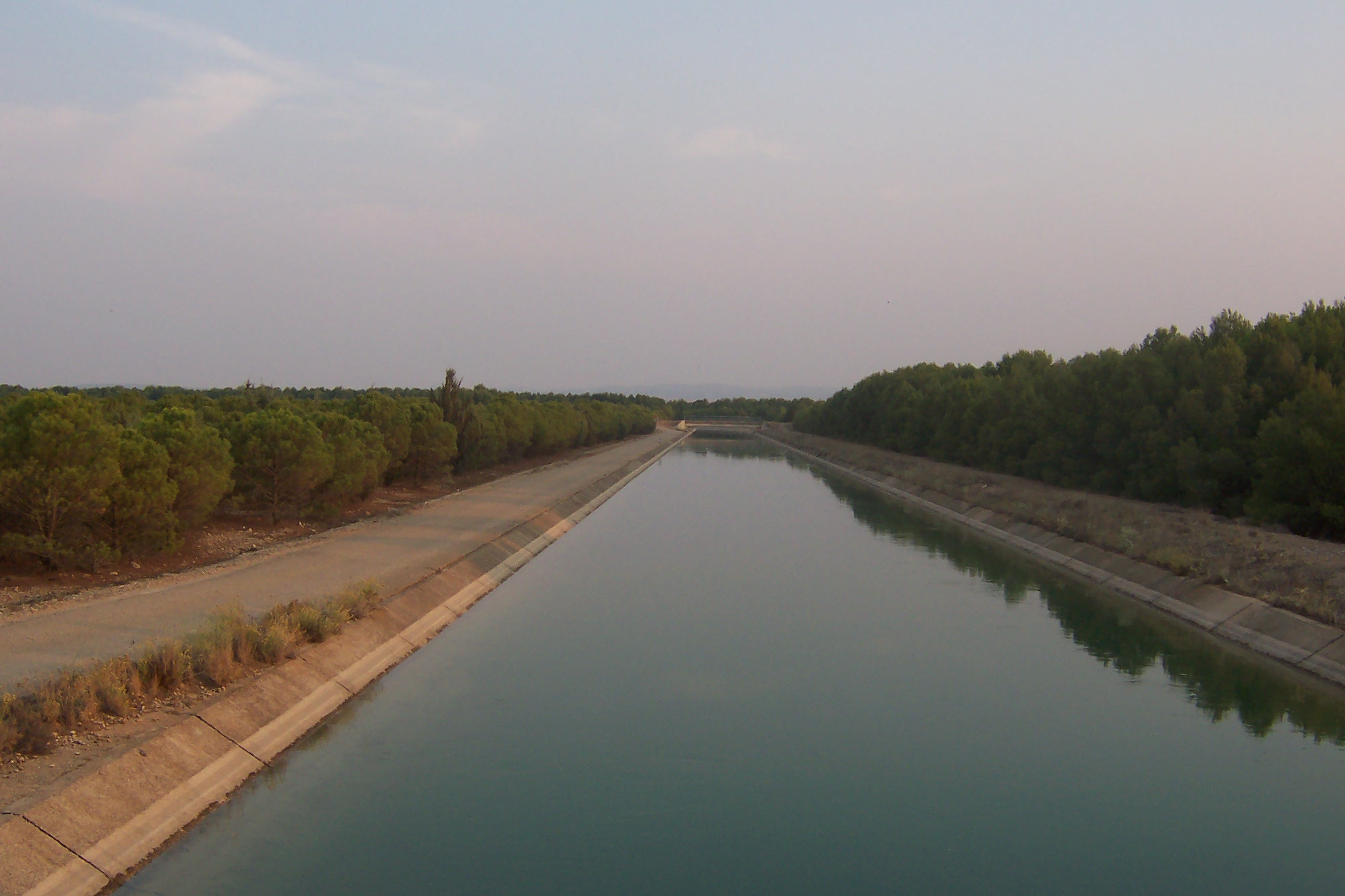
Tajo-Segura-Kanal in der Provinz Albacete

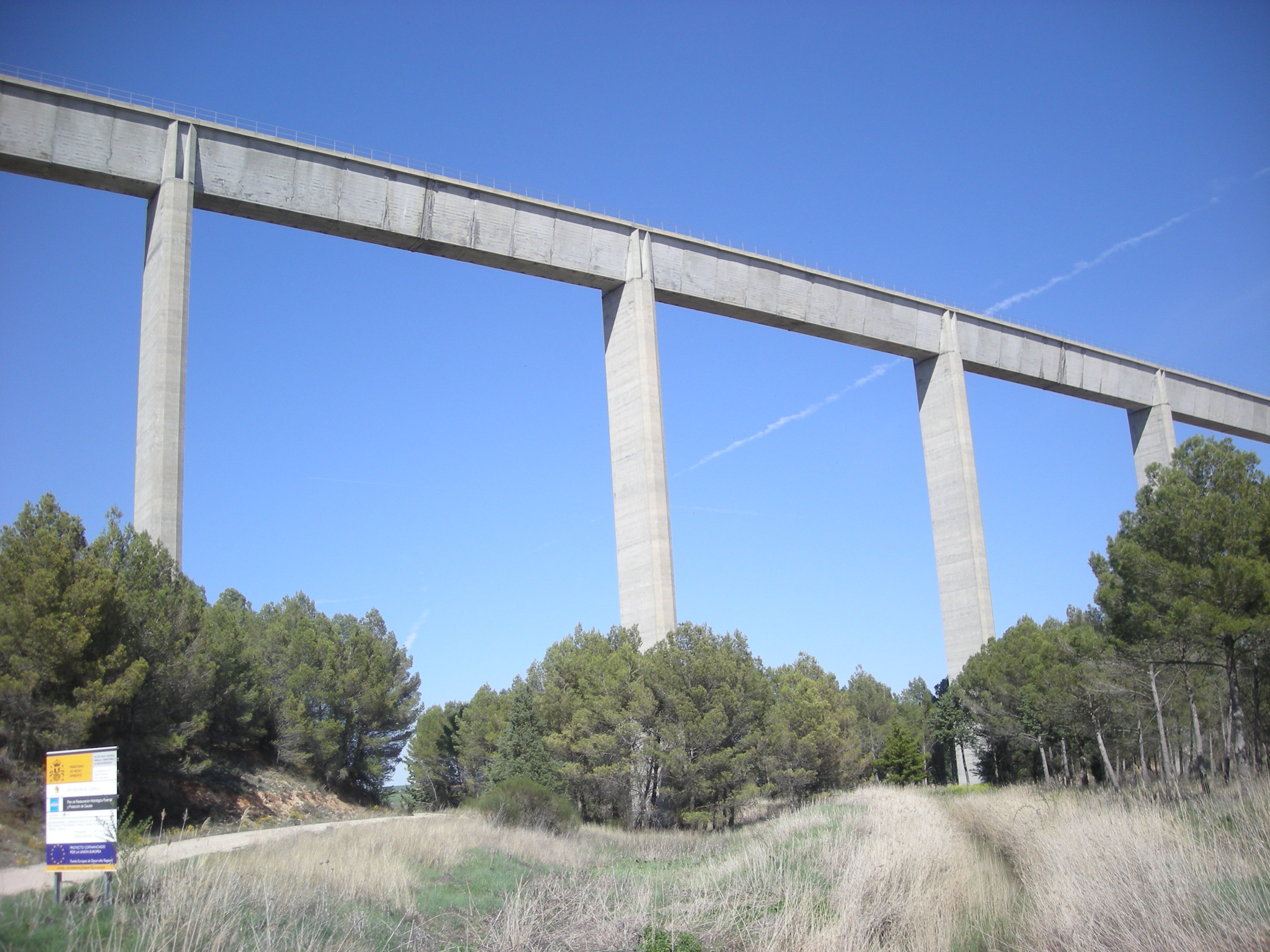
Teil eines Aquädukts bei Alcázar del Rey, Provinz Cuenca

Der Tajo-Segura-Kanal (span. Trasvase Tajo-Segura, trasvase = Umleitung) ist das bisher größte Wasserbauprojekt in Spanien. Es soll das Wasserangebot an Spaniens Südostküste in der Region Murcia erhöhen.

## Verlauf
Der Kanal beginnt in der Region Kastilien-La Mancha am Bolarque-Staudamm, wo der Guadiela in den oberen Tajo mündet (40° 21′ 42″ N, 2° 49′ 13″ W). Er verläuft in überwiegend südlicher Richtung und endet in der Provinz Albacete im Talave-Stausee (38° 31′ 10″ N, 1° 54′ 0″ W) des Río Mundo, der später in den Río Segura mündet.

## Geschichte

### Bau und Betrieb
Die ersten Pläne reichen bis 1933 zurück. Der Bau konnte jedoch erst im Mai 1966 begonnen werden. Seit 1979 passiert der Kanal auf einer Gesamtlänge von 286 km zahlreiche Aquädukte und Tunnel (darunter den von Talave mit 31 km Länge). Zur Überwindung der Wasserscheide müssen aufwändige Pumpsysteme das Tajo-Wasser von 642 m auf 898 m heben.
Die hydrologischen Berechnungen für den Tajo-Segura-Kanal basieren auf Mittelwerten der Jahre 1930 bis 1960. Im Falle der Messreihe des Tajo-Pegels wurde dabei offenkundig ein Zeitraum mit überdurchschnittlich hohen Niederschlags- und Abflusswerten erfasst, die seither nicht mehr erreicht wurden.
Der Tajo-Segura-Kanal ist für einen maximalen Durchfluss von 33 m³ pro Sekunde ausgelegt. Das entspricht einer maximalen Transferkapazität von 1000 hm³ Wasser pro Jahr. 1971 wurde zunächst die Überleitung von 600 hm³ pro Jahr genehmigt. Bei einem kalkulierten Verdunstungsverlust von 15 % (90 hm³) verbleiben rechnerisch 510 hm³ pro Jahr zur Verteilung. Der Löwenanteil mit 400 hm³ pro Jahr war für die Bewässerung landwirtschaftlicher Kulturen vorgesehen.
Für die Versorgung der städtischen Haushalte, besonders in den touristischen Zentren an der Küste zwischen Alicante und dem Erholungsgebiet La Manga del Mar Menor, wurden zusätzlich Meerwasserentsalzungsanlagen gebaut.

### Probleme und Konflikte
Diese als erste Ausbaustufe vorgesehene Transfermenge wurde allerdings bisher nur einmal, und zwar im Landwirtschaftsjahr 1999/2000, erreicht worden. Im Dürrejahr 1994/1995 wurden lediglich 135 hm³ transferiert. Die anfängliche Fehlkalkulation hat große Folgen für die Unterlieger des Tajo-Stroms. Vor der Entnahme betrug der mittlere Abfluss bei Aranjuez (Provinz Madrid) im Sommer 30 m³/s, das Jahresmittel lag bei 150 m³/s. Nachdem mittlerweile bis zu 60 % des Wassers am Oberlauf entnommen werden, wird in einzelnen Jahren das festgesetzte Abflussminimum mit 6 m³/s nicht mehr erreicht. Das bedeutet, dass der relative Schadstoffeintrag aus dem Großraum Madrid in den Mittellauf des Tajo bedenkliche Ausmaße angenommen hat. Im Jarama, der die Abwässer der Region Madrid dem Tajo zuführt, lag das Verhältnis von sauberem Wasser zu kontaminierten Abwässern im Jahr 2008 bei 3:7. In einem Teilabschnitt ist das Tajo-Wasser phasenweise so stark kontaminiert, dass es nicht einmal mehr für die landwirtschaftliche Bewässerung geeignet ist.
Das Wassermanagement Spaniens wurde und wird innerhalb des Landes und in der Europäischen Union kontrovers diskutiert, auch unter dem Gesichtspunkt des Unterschiedes zwischen der „alten“ und der „neuen“ Wasserkultur als ein Beispiel für zentralstaatliche Politik (als Erbe der Franco-Diktatur) einerseits und für den neuen Geist des Regionalismus andererseits.
Im Januar 2023 beschloss die spanische Regierung, dass der Tajo eine Wassermindestmenge führen muss. Sobald der vorgegebene, unterhalb des Schlosses Aranjuez gemessene Durchfluss unterschritten wird, darf in den Tajo-Segura-Kanal kein Wasser mehr eingeleitet werden. Diese Entscheidung löste heftige Proteste der Bauern in der Zielregion des Kanals, der „cuenca receptora“ (spanisch empfangendes Becken), aus. 